# Johann Baptist Umberg
Johann Baptist Umberg SJ; Nome de batismo: Johann Georg Anton Umberg (* 22 de abril de 1875 em Flums; † 25 de maio de 1959 em Innsbruck ), foi um jesuíta suíço e professor universitário.

## Vida
Johann Baptist Umberg era filho do professor Johann Franz Umberg e sua esposa Elisabetha, geb. Zoller.
Ele frequentou a Stiftsschule na Abadia de Einsiedeln e a Kantonsschule Kollegium Schwyz. De 1893 a 1895 fez o noviciado jesuíta na Holanda e depois de 1895 a 1907 estudou retórica, filosofia e teologia.
De 1908 a 1925 foi professor de moral e dogmática na faculdade de teologia de Valkenburg aan de Geul, que após o 2º A Segunda Guerra Mundial mudou-se para Frankfurt am Main como a Sankt Georgen Philosophical-Theological University; durante este período ele também lecionou em Maastricht de 1922 a 1923.
De 1925 a 1938 lecionou como professor de moral e liturgia em Innsbruck e foi ao mesmo tempo de 1932 a 1936 diretor espiritual no seminário de Lucerna e de 1936 a 1937 auditor no generalato de Roma.

Além de várias publicações sobre teologia sacramental, Johann Baptist Umberg supervisionou os dias 13 a 17 Edição da obra padrão dogmática de Heinrich Denzinger, Enchiridion symbolorum definitionem et declareum de rebus fidei et morum, e 13 a 23 Edição do livreto cerimonial de Johann Baptist Müller para sacerdotes e candidatos ao sacerdócio.